# Ермакова, Людмила Владимировна
Людмила Владимировна Ермакова (5 июля 1927, Москва — 4 августа 2008, Москва) — советский российский хормейстер, педагог. Народная артистка СССР (1988).

## Биография
Людмила Ермакова родилась 5 июля 1927 года в Москве. В 1952 году окончила Музыкальное училище им. М. М. Ипполитова-Иванова (ныне Государственный музыкально-педагогический институт имени М. М. Ипполитова-Иванова), в 1957 — Государственный музыкально-педагогический институт им. Гнесиных (ныне Российская академия музыки имени Гнесиных) по классу дирижирования В. С. Куньева.
В 1952—1957 годах была педагогом хорового класса московской детской музыкальной школы. Её хор неоднократно занимал призовые места на конкурсах хоров музыкальных школ. В 1954—1957 годах была концертмейстером оперного класса Государственного музыкально-педагогического института им. Гнесиных. В 1954—1970 годах являлась художественным руководителем женского вокального ансамбля Детской музыкальной редакции Всесоюзного радио.
В 1958—1963 годах — преподаватель Московского государственного педагогического института им. В. И. Ленина (класс хорового дирижирования). С 1963 года преподавала в Московской консерватории им. П. И. Чайковского (с 1979 года — доцент, с 1991 года — профессор класса хорового дирижирования и чтения хоровых партитур).
С 1957 года — хормейстер, с 1965 — дирижёр, с 1972 — главный дирижёр (совместно с К. Б. Птицей), с 1983 — художественный руководитель и главный дирижёр Академического Большого хора Центрального телевидения и радиовещания. В 1994 году — руководитель мастер-классов для дирижёров из разных стран на базе Академического Большого хора. Вместе со своим хором гастролировала по многим российским и зарубежным городам. Принимала участие в Международных хоровых симпозиумах, проходивших в Японии и Южной Корее. С 2005 изменено название хора — Академический Большой хор «Мастера хорового пения» Российского государственного музыкального телерадиоцентра, в настоящее время Академический Большой хор "Мастера хорового пения" радио "Орфей"
При её участии состоялись премьеры сочинений Ф. М. Амирова, А. Г. Арутюняна, Г. А. Жубановой, Г. В. Свиридова, А. И. Хачатуряна, Р. К. Щедрина. Работала совместно с рядом зарубежных дирижёров, среди которых Ш. Мюнш, Р. Бенци, Э. Гонсалес Мантичи и другие.
В 1968 году вступила в КПСС. С 1983 года — член Всероссийского хорового общества.
Написала ряд методических работ на тему интонации в хоре. Составитель сборников хоровых сочинений.
Скончалась 4 августа 2008 года в Москве. Похоронена в колумбарии Ваганьковского кладбища (секция 31).
Евгений Светланов говорил о ней:
Людмила Ермакова обладает ярким талантом, волей, темпераментом художника-интерпретатора. Она безукоризненно знает все «тайны хора» и максимально точно добивается от него нужного звучания.

## Награды и звания
- Народный артист СССР (20.12.1988)
- Народный артист РСФСР (06.07.1981)
- Заслуженный деятель искусств РСФСР (15.08.1974)
- Заслуженный артист Грузинской ССР (1967)[1]
- Орден «За заслуги перед Отечеством» IV степени (24.04.2008)
- Орден Почёта (19.11.1997)
- Почётный гражданин Сочи (1966)[6]